# 福爾肯德嶺
75°2′S 115°0′W / 75.033°S 115.000°W
福爾肯德嶺（英語：Faulkender Ridge）是南極洲的山嶺，位於瑪麗伯德地，處於霍拉爾冰川以西，屬於科勒嶺的一部分，全長22公里，美國地質調查局根據測量和該國海軍的空中照片繪入地圖，現時由南極條約體系管理。